# Чумаки (Томаковский район)
Чумаки́ (укр. Чумаки) — село,
Чумаковский сельский совет,
Томаковский район,
Днепропетровская область,
Украина.
Код КОАТУУ — 1225488801. Население по переписи 2001 года составляло 1203 человека .
Является административным центром Чумаковского сельского совета, в который, кроме того, входят сёла
Крутенькое и
Червоный Яр.

## Географическое положение
Село Чумаки находится у истоков реки Камышеватая Сура,
ниже по течению на расстоянии в 1 км расположено село Новоандреевка (Солонянский район).
Река в этом месте пересыхает, на ней сделано несколько запруд.
Через село проходит автомобильная дорога Т-0420.

## История
- Село Чумаки основано приблизительно в 1741 году.

## Экономика
- ООО «Гарант».

## Объекты социальной сферы
- Школа.
- Детский сад.
- Амбулатория.
- Дом культуры.
- Музей истории.

## Достопримечательности
- Дом волоской управы (ныне музей истории села Чумаки).
- Карьергардия (ныне почта).
- Братская могила советских воинов.